# Morchella tomentosa
 (octobre 2013).
Si vous disposez d'ouvrages ou d'articles de référence ou si vous connaissez des sites web de qualité traitant du thème abordé ici, merci de compléter l'article en donnant les références utiles à sa vérifiabilité et en les liant à la section « Notes et références ».
Espèce
Morchella tomentosa est une espèce de champignons comestibles, du genre Morchella de la famille des Morchellaceae dans l'ordre des Pezizales (Fungi).

## Taxonomie

### Nom binomial
Morchella tomentosa

## Description du sporophore
Chapeau de 3 à 11 cm de hauteur et 2 à 5 cm de large ; ovoïde ou presque conique ; pied parfois enflé à la base. À l'état jeune, le chapeau et le pied sont densément recouverts de poils fins ; les spécimens plus âgés peuvent devenir gris, brunâtres, jaunâtres, ou même blanchâtres, surtout s'ils sont exposés directement au soleil.

## Habitat et distribution
Ce champignon pousse sur les brûlis des forêts de conifères, principalement au printemps après un incendie ; apparaissant généralement en haute altitude, le printemps (qui représente l'altitude)[pas clair] ; du Colorado au nord de la Californie et en Alaska.

## Comestibilité
Excellent comestible

## Confusion possible
Des spécimens plus âgés peuvent ressembler à plusieurs autres morilles du groupe elata.